# بورباتجركا
بورباتجركا  (بالإندونيسية: Poerbatjaraka)‏(1يناير 1884 – 25 يوليه 1964) كان لغوي جاوي/إندونيسي عصامي التعلم وأستاذ متخصص في الأدب الجاوي. ابن أحد رجال حاشية قصر سوراكارتا في الهند الشرقية الهولندية، أظهر اهتماما بالأدب الجاوي في سن مبكرة، يقرأ من الكتب في مجموعة بلاط القصر. على الرغم من حضوره المدرسة الابتدائية فقط، سمحت له معرفته بالأدب الهولندي والجاوي بأن يتخذ موقعًا في خدمة علم الآثار في المستعمرة، ثم في جامعة لايدن في هولندا. سُمح له بالحصول على درجة الدكتوراه في لايدن. ثم عاد بعد ذلك إلي المستعمرة للعمل في متحف باتافيا (جاكرتا)، وفهرسة النصوص الجاوية وكتابة مؤلفات علمية. بعد استقلال إندونيسيا، أصبح أستاذاً في جامعات إندونيسيا غادجاه مادا وأودايانا
.

## أسماء وعناوين
كان من الشائع بالنسبة إلى رجل جاوي من زمن بورباتجركا تغيير الأسماء والحصول على ألقاب جديدة طوال حياته. مولده كان باسم ليشا "Lesya" ومعناه «المضحك»). عندما خدم في المحكمة أصبح يعرف باسم "Lesya Atmopradonggo". بعد الخطوة الأولى إلى جاكرتا، أصبح يعرف باسم بورباتجركا وما بعدها منح الألقاب رادين "Raden" ونابهي "Ngabehi". وفي وقت لاحق، كان ترقي إلي لقب ماس رادين .
كان هجاء اسمه "Poerbatjaraka" هولندي، وهو الاسم الذي استخدمه دائمًا. في نصوص إندونيسية لاحقة قد يتم تهجئة اسمه "Purbacaraka" (باستخدام أحدث نظام هجاء)، أو "Purbatjaraka" (باستخدام نظام الهجاء الجمهوري). الجزء الأول من الاسم، Purba أو Poerba، كان من اللغة السنسكريتية purwa بمعنى «أول»، وهو بادئة اسم والده أيضاً. الجزء الثاني tjaraka أو caraka كان من hanacaraka، اسم من الأألفبائية الجاوية، وكان إشارة أدبية.

## في وقت مبكر الحياة والأسرة
ولد بورباتجركا باسم ليشا في 1 يناير 1884 سوراكارتا، عاصمة سلطنة سوراكارتا، وهي الإمارة التي كانت آنذاك جزءا من الهند الشرقية الهولندية. كان الابن البكر للوزير والنبيل (رادين تومينجونج) بورباديبورا، أحد حاشية السنن (العاهل) باكوبوونو العاشر المقربين.
حضر ليشا المرحلة الابتدائية في المدرسة الهولندية الهندية (HIS) وهي مدرسة استعمارية للسكان الأصليين. لم يحصل على مزيد من التعليم، وهو أمر شائع للأطفال في منصبه. كان مهتما بالهولندية (لغة الإدارة والمنح الدراسية في ذلك الوقت) وغالبا ما تحدث إلى الجنود الهولنديين في منطقته لتعلم اللغة وممارستها. خلال طفولته، بدأ حبه للأدب الجاوي الكلاسيكي بينما كان يقرأ الأعمال الموجودة في مكتبة والده. كما قرأ كتابا عن الأدب الجاوي القديم للأستاذ هندريك كيرن. كان هدية من مسؤول هولندي إلى السلطان باكوبوونو، الذي لم يقرأ اللغة الهولندية وأعطاه إلى بورباديبورا. ذات مرة، عندما كان حاشية الأدباء يتحدثون عن القصائد الجاوية القديمة، سمحت له رؤيته من الكتاب بحل مشكلة في شرح الممرات الصعبة متناقضاً مع الحاشية الأقدم. هذا سبب له مشكلة خطيرة لأنه لم يكن مكانه للقيام بذلك. بدأ يشعر بعدم الارتياح في القصر، وكتب إلى المقيم الهولندي (المسؤول الاستعماري الأعلى في سوراكارتا). أسفرت هذه المراسلات عن تعيينه في باتافيا (عاصمة جزر الهند الشرقية الهولندية) مع خدمة المستعمرة الأثرية.

## المهنية

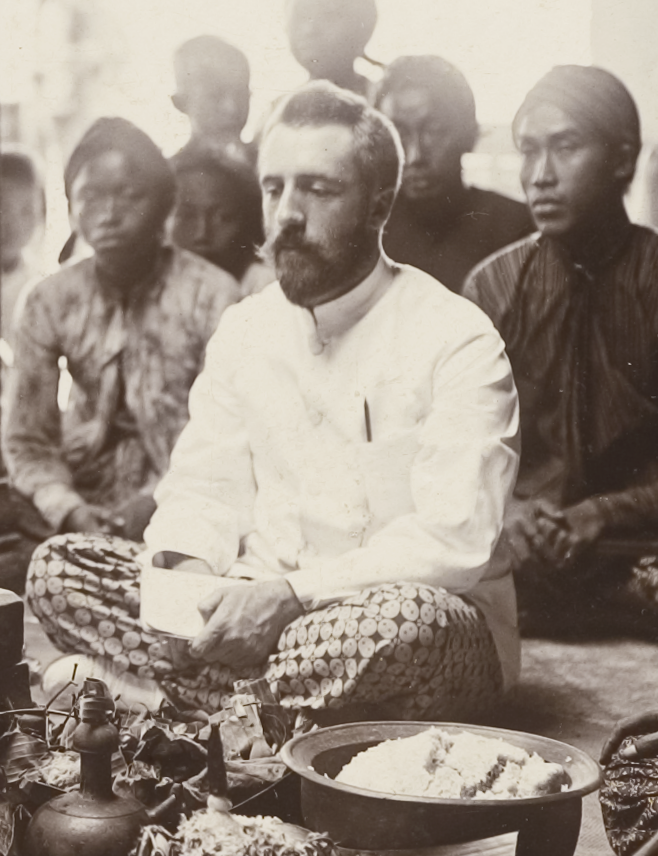
الدكتور ج. أ. ج. هازيو الذي يعمل بورباتجركا كمساعد له في جامعة لايدن.

في عام 1910، انتقل بورباتجركا إلى باتافيا أن تأخذ منصب خدمة الآثار. أثبتت معرفته بالأدب الجاوي أنه مفيد جدًا للمؤسسة، وكان يتم استشارته في كثير من الأحيان من قبل موظفيها. وقال انه خلال هذه السنوات تعلم أيضا السنسكريتية. أخذ اسم جديد بورباتجركا وتم منحه ألقاب "Raden" و "Ngabehi". بعد عدة سنوات في باتافيا، تم استدعائه من قبل جامعة لايدن في هولندا. أصبح مساعدًا لباحث الثقافة الجاوية الدكتور ج. أ. ج. هازيو "G. A. J. Hazeu"، وتدريس اللغة الجاوية. على الرغم من عدم امتلاكه المتطلبات الأكاديمية المطلوبة، أعطي إعفاء خاص وسمح له بمتابعة الدكتوراه، وهو ما فعله دون حضور المحاضرات. وأكمل درجة الدكتوراه بامتياز في عام 1926، مع أطروحته بعنوان «أجاستيا في الأرخبيل» ("Agastya in den Archipel").
ثم عاد إلى باتافيا وعمل في متحف الجمعية البتافية للفنون والعلوم (حاليا المتحف الإندونيسي الوطني) وفهرست مجموعة كبيرة من النصوص الجاوية للمتحف التي تراكمت على مدى قرن تقريبًا. أثناء القيام بذلك، كتب الدراسات على مجموعات عديدة من المخطوطات، تحتوي على ملخصاتها الهولندية وفهارس الأسماء. في باتافيا، كما أنه مع المؤرخ المستقبلي لجافا اتش. جي دي غراف "H. J. de Graaf"، الذي أعطاه الدروس الأسبوعية في اللغة والثقافة الجاوية بين عامي 1927 و 1930. واعتبر دي غراف في وقت لاحق بورباتجركا «معلمه الموقر» وأثنى عليه «لكشفه لبعض من أسرار شعبه».
بعد استقلال إندونيسيا، أصبح أستاذ بروفيسور يدرس في جامعة غادجاه مادا في يوجياكرتا، وفي جامعة إندونيسيا في جاكرتا، وجامعة أودايانا في دينباسار وبالي. كان واحدا من مؤسسي قسم الأدب بأودايانا. واستمر في الكتابة عن التاريخ والأدب الجاوي للجرائد في كل من إندونيسيا وهولندا. في عام 1952، نشر مجموعة من دراساته في كتاب بعنوان Kapustakaan Djawi (مكتبة جاوي). كان عضوا فخريا في المعهد الملكي الهولندي لدراسات جنوب شرق آسيا والكاريبي في عام 1963.  في عام 1964، نشرت المجلة الإندونيسية للدراسات الثقافية مجلدًا يضم 26 مقالة تكريماً له بمناسبة عيد ميلاده الثمانين. في 25 يوليو من نفس العام، توفي في جاكرتا.

## أسلوب العلمي وأعماله

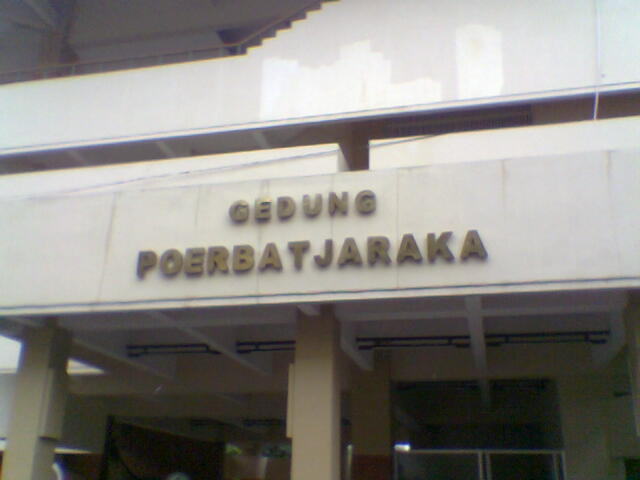
مبنى في كلية الأدب سمي Poerbatjaraka في جامعة غادجاه مادا، يوغياكارتا.

مع محدودية التعليم الرسمي، يعتبر بورباتجركا عصامي التعلم إلى حد كبير. في وقت مبكر من حياته المهنية، تم انتقاده بأنه من «الهواة»، ويفتقر إلى «الدقة العلمية» وفقا للباحث في الأدب الجاوي ت. بيجود أنه عوض عن ذلك بمعرفته الواسعة للأدب الجاوي، وبجميع الأمور الجاوية عمومًا، وبحماسته للدراسات الجاوية. ومع نضجه، اكتسب الاحترام بين الأوروبيين وزملائه الإندونيسيين. كان في كثير من الأحيان ينتقد النص والمخطوطة التي كان يعمل عليها، ويلاحظ الأخطاء الإملائية، مفضلا مقارنة مصادر متعددة قبل نشر المخطوطة. قال بيجود أن أعماله وسلوكه غالبا ما يظهران حس الفكاهة المميز للبونوكاون punokawan (المهرجون في فن عرائس الوايانج الجاوي). خلال تقاعده في جاكرتا، لم يتوقف عن العمل. قال دي غراف أنه خلال هذه الفترة كان «هادئ ولكنه يدرس وينشر دون كلل».
وفقا لسيرته من قبل وزارة الثقافة والتعليم الاندونيسية، نشر تسعة وتسعين عملاً طوال حياته، في حين ذكر بيجود أنهم ثلاثة وسبعين. تركز أعماله على نقوش الأدب الجاوي القديم. كانت مكتوبة في الغالب بالهولندية وبعد الاستقلال في إندونيسيا في عام 1945، كتب أيضا بالإندونيسية والجاوية.
ومن بين الأعمال البارزة، نشر الدراسات على أجاستيا والأعمال الجاوية القديمة سماردهانا، أرجوناويوها، رامايانا، مع كريستيان هوويكاس، بهااراتودها. وقد أثبتت دراسته حول رامايانا أنه، استناداً إلى اللغة، والمقاييس، وألقاب المسؤولين، ووصف المعبد، نشأت النسخة الجاوية القديمة من القصيدة الملحمية في نهاية القرن التاسع أو بداية القرن العاشر. تم تأكيد هذه النتيجة في وقت لاحق من خلال دراسات أخرى، بما في ذلك واحدة من المؤرخ الهولندي هويكاس. في وقت لاحق في حياته المهنية، نشر Kapustakan Djawi («الأدب الجاوي»)، التي استطلعت أربعة وثمانين من الأعمال الأدبية الجاوية القديمة والحديثة. كما نشر ما كان يعتزم أن يكون المجلد الأول من Riwajat Indonesia ("تاريخ إندونيسيا")، الذي يغطي تاريخ البلاد حتى القرن الثامن. لكن لم يتم نشر أي مجلد آخر حتى وفاته.

## الحياة الشخصية
تزوج بورباتجركا «في سن النضج» من عضوة في عائلة يوجياكارتا المالكة. وهو رجل جاوي ذو مكانة، كان فخورا من صلاته بسوراكارتا. طوال حياته كان يدعم العديد من أقاربه.

### الهامش
1. ↑  "معلومات عن بورباتجركا على موقع idref.fr". idref.fr. مؤرشف من الأصل في 2019-04-06.
2. ↑  "معلومات عن بورباتجركا على موقع nla.gov.au". nla.gov.au. مؤرشف من الأصل في 2019-12-14.
3. ↑  "معلومات عن بورباتجركا على موقع viaf.org". viaf.org. مؤرشف من الأصل في 2019-04-06.
4. 1 2 3  Pigeaud 1966.
5. 1 2  van der Meij 2006.
6. 1 2 3 4  van der Meij 2006، صفحة 1.
7. 1 2 3 4  Pigeaud 1966، صفحة 405.
8. 1 2 3 4 5 6 7 8 9 10  Pigeaud 1966، صفحة 407.
9. 1 2  Pigeaud 1966، صفحة 406.
10. 1 2  tirto.id.
11. ↑  Ricklefs 1985، صفحة 192.
12. 1 2 3 4  Pigeaud 1966، صفحة 409.
13. ↑  van der Meij 2006، صفحات 5–8.
14. 1 2  Pigeaud 1966، صفحة 408.
15. 1 2  Ricklefs 1985، صفحة 199.
16. ↑  van der Meij 2006، صفحة 2.
17. ↑  Hall 1961، صفحة 141.
18. ↑  Anderson 2006، صفحة 213.
19. 1 2  Hall 1961.
20. 1 2 3  Hall 1961، صفحة 155.
21. ↑  Pigeaud 1966، صفحات 411–412.

### قائمة المراجع
- Pigeaud، Th. (1966). "In Memoriam Professor Poerbatjaraka". Bijdragen tot de Taal-, Land- en Volkenkunde. ج. 122 ع. 4. DOI:10.1163/22134379-90002918. ISSN:0006-2294. JSTOR:27860637.
- Ricklefs، M. C. (1985). "In Memoriam Dr. H. J. de Graaf: 2 December 1899 — 24 August 1984". Brill. Brill. ج. 141 ع. 2/3: 191–201. JSTOR:27863672.
- van der Meij, Dick (2006). "Prof. Dr. R.M. Ng. Purbatjaraka Tokoh Jawa Dalam Dunia Ilmu Pengetahuan Kesusastraan Jawa". Perpustakaan Nasional Indonesia (The National Library of Indonesia) (بالإندونيسية). Perpustakaan Nasional Indonesia (The National Library of Indonesia). Archived from the original on 2017-08-22.
- "Poerbatjaraka". tirto.id. مؤرشف من الأصل في 2017-08-22. اطلع عليه بتاريخ 2017-05-21.
- Anderson، Benedict R. O'G (2006). Language and Power: Exploring Political Cultures in Indonesia. Equinox Publishing. ISBN:978-979-3780-40-5. مؤرشف من الأصل في 2024-02-05.
- Hall، Daniel George Edward (1961). Historians of South East Asia. Oxford University Press. مؤرشف من الأصل في 2024-02-05.